# Wolfendorn
Der Wolfendorn ist ein 2776 m (nach anderen Angaben auch 2774 m) hoher Berg in den Zillertaler Alpen.

## Lage und Umgebung
Der Wolfendorn befindet sich im Tuxer Kamm der Zillertaler Alpen zwischen dem Wipptal und dem Brenner im Westen, dem Griesbergtal im Norden und Pfitsch im Südosten. Da er im näheren Umfeld die höchste Erhebung darstellt, ragt er recht frei und beherrschend auf. Über seinen Gipfel verlaufen die Grenzen zwischen dem italienischen Südtirol und dem österreichischen Nordtirol sowie zwischen den Gemeinden Brenner, Gries und Pfitsch.

## Anstiege
Der Wolfendorn ist von verschiedenen Seiten her durch markierte Anstiege erschlossen und unschwierig erreichbar. Wege führen vom Passdorf Brenner herauf, von Brennerbad über Einzianhütte, Flatschspitze und Brennermäuerl, von Pfitsch aus oder von der Landshuter Europahütte herüber.

## Etymologie
Im Atlas Tyrolensis um 1770 scheint der Wolfendorn als Norn B. auf. Egon Kühebacher führt den Namen daher auf ein vorrömisches *norr mit der Bedeutung „rauher Fels, Berg“ zurück. Die Umdeutung von Norn zu -dorn dürfte im 19. Jahrhundert stattgefunden haben. Der Zusatz Wolfen- entstammt wohl dem Gehöft Wolfn (Brennerwolf) am darunterliegenden Brenner.